# Joe Loss
Joshua Alexander « Joe » Loss, né le 22 juin 1909 à Spitalfields et mort le 6 juin 1990 à Hertfordshire, est un musicien britannique populaire à l'époque du « British dance band » et fondateur du Joe Loss Orchestra.

## Biographie
Loss est né à Spitalfields, à Londres et il est le plus jeune de quatre enfants. Ses parents, Israël et Ada Loss, sont des Juifs russes et des cousins germains. Son père, ébéniste, exploite une entreprise d’ameublement de bureau. Loss a fait ses études à la Jewish Free School, au Trinity College of Music et au London College of Music (qui fait maintenant partie de l'Université de West London). Il a commencé à apprendre le violon à l'âge de sept ans et plus tard, il en jouait au Tour de Blackpool et avec Oscar Rabin. En 1935, Vera Lynn apparaît avec le Joe Loss Orchestra lors de sa première émission radiophonique. Avec la diffusion, l'enregistrement et les tournées annuelles, le groupe est devenu populaire au cours des années[Lesquelles ?]. Dans les années 1950 et au début des années 1960, Loss était chef de groupe résident au Hammersmith Palais. La chanson de son groupe, In the Mood, est souvent demandée.
Loss meurt le 6 juin 1990 et est enterré au cimetière juif de Bushey dans le Hertfordshire.

## Joe Loss Orchestra
Le Joe Loss Orchestra est l’un des groupes les plus titrés de l’ère des Big bands dans les années 1940, notamment avec In the Mood. En 1961, ils ont un succès avec Wheels — Cha Cha, une version du succès de String-A-Longs Wheels. Parmi les autres succès figurent The Stripper de David Rose en 1958 et March of the Mods (La Danse de Finnjenka) en 1964.
Joe Loss a été distingué dans l'Ordre de l'Empire britannique en 1978. Il a dirigé son orchestre jusqu'en 1989, date à laquelle il l'a confié à Todd Miller pour des raisons d'âge et de maladie. Il est décédé en 1990 à l'âge de 80 ans. Miller, que Loss avait engagé comme chanteur en 1972, a dirigé le Joe Loss Orchestra jusqu'à son 80e anniversaire en 2010.
L'orchestre est en activité depuis 1930 et a célébré son 85e anniversaire en 2015.